# Liste der Kulturdenkmale in Chemnitz-Hutholz
In der Liste der Kulturdenkmale in Chemnitz-Hutholz sind die Kulturdenkmale des Chemnitzer Stadtteils Hutholz verzeichnet, die bis März 2022 vom Landesamt für Denkmalpflege Sachsen erfasst wurden (ohne archäologische Kulturdenkmale). Die Anmerkungen sind zu beachten.
Diese Aufzählung ist eine Teilmenge der Liste der Kulturdenkmale in Chemnitz.

## Liste der Kulturdenkmale in Chemnitz-Hutholz
| Bild                                    | Bezeichnung                                                          | Lage                              | Datierung                                                                                                  | Beschreibung | ID       |
| --------------------------------------- | -------------------------------------------------------------------- | --------------------------------- | --- | --- | -------- |
|                                         | Seitengebäude (vermutlich ehemals mit Oberlaube) eines Dreiseithofes | Am Rummel 1 (Karte)               | 18. Jahrhundert (Seitengebäude); 1. Hälfte 19. Jahrhundert (Wohnstallhaus); Ende 19. Jahrhundert (Scheune) | Besonders altes Seitengebäude eines Dreiseithofes mit Fachwerkobergeschoss, Hofanlage ist eine der wenigen Zeugen der ursprünglichen Bebauung der Waldhufensiedlung Markersdorf, baugeschichtlich von Bedeutung | 09204989 |
|                                         | Wohnstallhaus einer ehemaligen Hofanlage                             | Am Rummel 2 (Karte)               | 1. Hälfte 18. Jahrhundert                                                                                  | Besonders altes Wohnstallhaus mit Fachwerkobergeschoss, Holzverbindungen überblattet, geringer Veränderungsgrad, einer der wenigen verbliebenen Zeugen der ursprünglichen Bebauung der Waldhufensiedlung Markersdorf, baugeschichtlich von Bedeutung | 09204990 |
|                                         | Wohnstallhaus und Scheune eines Dreiseithofes                        | Am Rummel 3 (Karte)               | 2. Hälfte 19. Jahrhundert                                                                                  | Wohnstallhaus mit dreiseitig erhaltenem Fachwerkobergeschoss, Scheune in bretterverkleideter Holzkonstruktion, trotz nicht unerheblicher Überformung der Hofseite des Wohnstallhauses ist die Hofanlage erhaltenswert als einer der wenigen verbliebenen Zeugen der ursprünglichen ländlichen Ortsbebauung im Kontrast zu den unmittelbar angrenzenden Plattenbausiedlungen sowie aufgrund der überzeugenden Fernwirkung der Gesamtkubatur im stark reliefierten Gelände, baugeschichtlich von Bedeutung | 09204991 |
| Direkt Bild zu diesem Denkmal hochladen | Einfamilienhaus mit Garten und Gewächshaus                           | Burkhardtsdorfer Straße 8 (Karte) | 1971/1972 (Einfamilienwohnhaus); 1972 (Gewächshaus)                                                        | Innovativer und gestalterisch bemerkenswerter DDR-Privatbau im Bungalowstil über L-förmigem Grundriss, herausgehobene Qualität und Individualität mit internationalem Standard, umgebender Garten auf allseitige freie Wirkung des Gebäudes zielend, geschichtlich, baugeschichtlich und landschaftsgestaltend von Bedeutung. Das 1969 von dem Chemnitzer Architekten Peter Koch entworfene Einfamilienhaus wurde von 1971 bis 1972 mit einer Sondergenehmigung als Privatbau für einen Zahnarzt errichtet. Dieser besaß bis dahin ein Grundstück im damaligen Karl-Marx-Stadt, an dem aus strategischen Gründen das Ministerium für Staatssicherheit (MfS) der DDR interessiert war. Peter Koch entwarf einen konsequent modernen Bau im Bungalowstil, der durch seine Architektursprache mit einfachen Formen, horizontal angeordneten Fensterfronten und einem Flachdach den Gestaltungsprinzipien des Internationalen Stils folgte. Der Südseite des westlichen Gebäudeflügels ist eine großzügige Terrasse mit Pflanzbeeten und einem Wasserbecken mit Waschbetoneinfassung angegliedert, die in den in leichter Hanglage ausgebildeten Gartenraum überleitet, der mit weiträumigen Rasenflächen, einigen Ziergehölzen und Nadelgehölzen ausgestattet ist. Im östlichen Bereich des Gartens befindet sich das ebenfalls von Peter Koch entworfene Gewächshaus, dessen Glas-Aluminium-Haube auf einem niedrigen Waschbetonsockel aufliegt. Inspiriert durch Vertreter der Internationalen Moderne wie Richard Neutra hebt sich der Entwurf des Wohnhauses von Peter Koch gestalterisch souverän von der bis dahin vorherrschenden Eigenheimbauweise ab. Es gilt als innovativer und gestalterisch bemerkenswerter DDR-Privatbau und besitzt eine herausgehobene Qualität und Individualität mit internationalem Standard, worin sich seine baugeschichtliche Bedeutung begründet. Nicht unwichtig ist dabei seine Entstehungsgeschichte: als Äquivalent für das durch das MfS der DDR beanspruchte Grundstück wurde dem Zahnarzt ein Gartengrundstück zur Verfügung gestellt sowie der Bau eines Eigenheims nach individuellen Wünschen auf Staatskosten ermöglicht. | 09307077 |

## Übertragung auf die Denkmalliste von Neukirchen/Erzgebirge
| Bild           | Bezeichnung                      | Lage                                     | Datierung | Beschreibung | ID       |
| -------------- | -------------------------------- | ---------------------------------------- | --------- | --- | -------- |
| Weitere Bilder | Denkmal für Opfer des Faschismus | Wolgograder Allee 74 (gegenüber) (Karte) | Um 1970   | Denkmal des Chemnitzer Bildhauers Hanns Diettrich für die sieben an dieser Stelle am 27. März 1945 von der Gestapo ermordeten Antifaschisten Albert Hähnel, Alfons Pech, Willy Reinl, Max Brand, Walter Klippel, Kurt Krusche und Albert Junghans, geschichtlich von Bedeutung. Quadratische blockhafte Stele, deren Betonkern allseitig in der Art eines hammerrechten Schichtenmauerwerks mit Harthauer Schiefersteinen verkleidet ist. An der Schauseite ist in der oberen Hälfte eine hochrechteckige Schrifttafel aus Kirchheimer Muschelkalk eingelassen. Darauf sind die Namen der am 27. März 1945 an dieser Stelle durch die Gestapo erschossenen sieben antifaschistische Widerstandskämpfer zu lesen., die nach einem Bombenangriff aus Haftanstalt Hohe Straße geflohen waren. Den Entwurf zu diesem Ehrenmal lieferte der Chemnitzer Bildhauer Hans Diettrich. Historisches Zeugnis der DDR-Gedenkkultur. Erhalten, aber auf Neukirchener Flurgebiet. Streichung aus der Denkmalliste der Stadt Chemnitz 2010. Das Denkmal ist aber weiterhin in der Denkmalliste Sachsens eingetragen, nun für das Gebiet der Gemeinde Neukirchen, siehe Liste der Kulturdenkmale in Neukirchen/Erzgeb. | 09233436 |

## Tabellenlegende
- Bild: Bild des Kulturdenkmals, ggf. zusätzlich mit einem Link zu weiteren Fotos des Kulturdenkmals im Medienarchiv Wikimedia Commons. Wenn man auf das Kamerasymbol klickt, können Fotos zu Kulturdenkmalen aus dieser Liste hochgeladen werden:
- Bezeichnung: Denkmalgeschützte Objekte und ggf. Bauwerksname des Kulturdenkmals
- Lage: Straßenname und Hausnummer oder Flurstücknummer des Kulturdenkmals. Die Grundsortierung der Liste erfolgt nach dieser Adresse. Der Link (Karte) führt zu verschiedenen Kartendiensten mit der Position des Kulturdenkmals. Fehlt dieser Link, wurden die Koordinaten noch nicht eingetragen. Sind diese bekannt, können sie über ein Tool mit einer Kartenansicht einfach nachgetragen werden. In dieser Kartenansicht sind Kulturdenkmale ohne Koordinaten mit einem roten bzw. orangen Marker dargestellt und können durch Verschieben auf die richtige Position in der Karte mit Koordinaten versehen werden. Kulturdenkmale ohne Bild sind an einem blauen bzw. roten Marker erkennbar.
- Datierung: Baubeginn, Fertigstellung, Datum der Erstnennung oder grobe zeitliche Einordnung entsprechend des Eintrags in der sächsischen Denkmaldatenbank
- Beschreibung: Kurzcharakteristik des Kulturdenkmals entsprechend des Eintrags in der sächsischen Denkmaldatenbank, ggf. ergänzt durch die dort nur selten veröffentlichten Erfassungstexte oder zusätzliche Informationen
- ID: Vom Landesamt für Denkmalpflege Sachsen vergebene, das Kulturdenkmal eindeutig identifizierende Objekt-Nummer. Der Link führt zum PDF-Denkmaldokument des Landesamtes für Denkmalpflege Sachsen. Bei ehemaligen Kulturdenkmalen können die Objektnummern unbekannt sein und deshalb fehlen bzw. die Links von aus der Datenbank entfernten Objektnummern ins Leere führen. Ein ggf. vorhandenes Icon  führt zu den Angaben des Kulturdenkmals bei Wikidata.